# Ferras
Ferras AlQaisi, conhecido profissionalmente como Ferras, é um cantautor norte-americano de Los Angeles, Califórnia. Ele é bem conhecido por seu single Hollywood's Not America do álbum de estréia dele Aliens & Rainbows, o qual foi apresentado como a canção de saída durante a rodada semifinal de American Idol sétima temporada. Ele assina com Universal Music Group como parte da Capitol Records bem como Metamorphosis Music de Katy Perry, sendo o primeiro artista a assinar com a gravadora dela. Em junho de 2014, ele lançou o EP autointitulado com o qual participa Katy Perry na faixa Legends Never Die.

## Vida e educação
Ferras nasceu em 1982 em Gillespie, estado de Illinois nos Estados Unidos. Depois que os pais dele divorciaram-se quando ele tinha um ano de vida, o pai dele prometeu-lhe uma viagem para Disneyland e, em vez disso levou-o de volta para Amã, capital da Jordânia, terra natal de seu pai. A mãe dele acabou por conseguir trazê-lo de volta para a Estados Unidos e mais tarde ele se mudou para Sul da Califórnia. Ele também frequentou da Berklee College of Music em Boston, Massachusetts.

## Discografia

### Álbuns e EPs
| Informação do álbum                                        |
| ---------------------------------------------------------- |
| Aliens & Rainbows - Data de lançamento: 1 de Abril de 2008 |

| Informação do EP                                                    |
| ------------------------------------------------------------------- |
| Interim - The Time Between - Data de lançamento: 2 de Julho de 2010 |
| Ferras - Data de lançamento: 17 de Junho de 2014                    |

### Singles
| Ano  | Título                                                                  | Álbum                       |
| ---- | ----------------------------------------------------------------------- | --------------------------- |
| 2008 | "Hollywood's Not America" Produzido e projetado por Matrix e Gary Clark | Aliens & Rainbows           |
| 2008 | "Liberation Day"                                                        | Aliens & Rainbows           |
| 2008 | "Rush" - Produzido por Matrix e Gary Clark                              | Aliens & Rainbows           |
| 2010 | "Wall Around My Heart"                                                  | Interim - The Time Between  |
| 2014 | "Speak in Tongues"                                                      | Ferras (EP auto intitulado) |